# Simon Sabiani

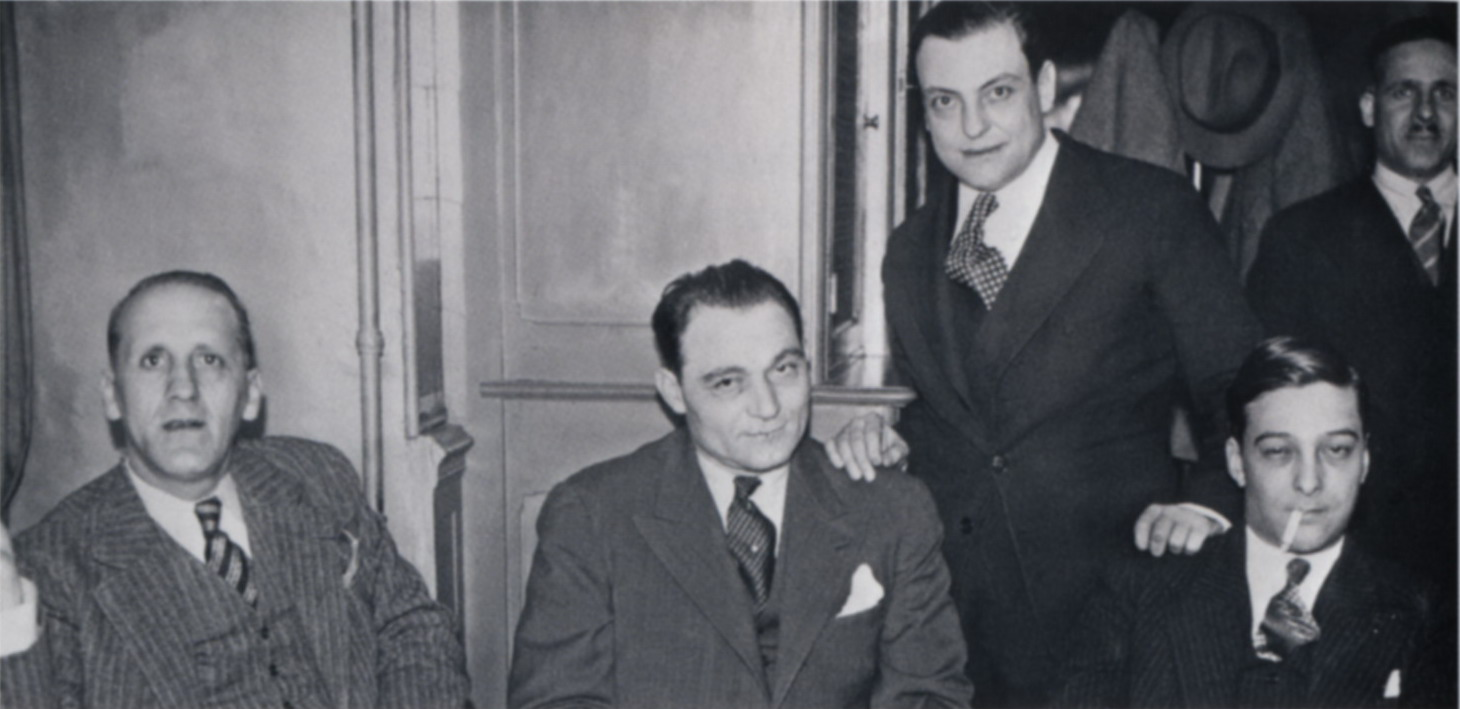
Simon Sabiani (izquierda), Paul Carbone (centro) y François Spirito (derecha).

Simon Pierre Sabiani (Casamaccioli, 14 de mayo de 1889 – Barcelona, 29 de septiembre de 1956) fue un político y comerciante francés de origen corso, héroe de la Primera Guerra Mundial.

## Biografía
Nació en la localidad corsa de Casamaccioli el 14 de mayo de 1889.
Participó en la Primera Guerra Mundial como miembro del cuerpo XV del regimiento 112 de infantería. Perdió un ojo en combate en Douaumont. Herido varias veces, dirigió contra el enemigo seis contraataques en seis horas. Debido a su destacado desempeño en batalla fue apodado "Le Lion de l'Argonne" (el león de Argonne), "Le Bayard Corse" (El Bayard Corso), y recibió distinciones como "La Legión de Honor", la "Croix de Guerre 1914-1918 con cuatro palmas y dos estrellas de plata, y "La Medaille Militaire". 
Tenía cuatro hermanos, y una hermana. Tres de sus hermanos fallecieron en el frente durante la Primera Guerra Mundial: Jean-Luc era teniente, condecorado con la "Legión de Honor" y la "Croix de guerre"; falleció en un ataque en la región de Champaña. Joseph era sargento en el regimiento Nº 4 de zuavos; falleció en Provins en 1914. François, abogado en Marsella, ascendió a sargento; condecorado con la "Croix de guerre"; falleció el 16 de agosto de 1918 a bordo del buque "Le Balkan" al ser atacado con un torpedo. Pierre Anfriani el único sobreviviente del naufragio, anotará en su informe para las autoridades marítimas que, François Sabiani podría haberse salvado si no hubiese tratado de salvar a los demás pasajeros. Una placa de mármol en su honor fue colocada en las paredes del palacio de Justicia. Su hermano Pierre fue hecho prisionero de guerra, después de ser herido durante una misión en Bois-le-Prêtre (estuvo cincuenta y dos meses de cautiverio).
Después de la guerra, Simon Sabiani se unió a la Sección Francesa de la Internacional Obrera (SFIO) en 1919. Se une por un tiempo al Partido Comunista Francés (PCF), y luego en 1923 fundó el Parti d'action socialiste (Partido de Acción Socialista). 
Fue elegido consejero general de la región de Bouches-du-Rhône en 1925, diputado en 1928, y se convierte en el primer consejero del alcalde de Marsella desde 1929 hasta 1935. Se convirtió en alcalde temporalmente en 1931 tras la muerte de Simeón Flaissières. Es reelegido diputado en 1932. 
En 1936 se une al Partido Popular Francés (PPF) de Jacques Doriot, donde se convierte en miembro del buró político. Fue el jefe de la sección local de la PPF a partir de 1936. Entre sus amigos y agentes electorales estaban los conocidos líderes del crimen organizado Paul Carbone, François Spirito (vinculados como Sabiani con la mafia corsa), y también Antoine Guerini. 
Durante la Segunda Guerra Mundial, dirigió la Oficina de Marsella de la LVF, donde era el secretario general. 
Simon Sabiani fue condenado a muerte al término de la guerra, a causa de su colaboración política con la Francia de Vichy. Se exilió a Sigmaringen, Alemania, Italia, Argentina, y finalmente a España con el nombre de Pedro Multedo. Antes de su muerte en 1956, pudo volver de una manera "clandestina" a Córcega para visitar a su madre que ya tenía casi 100 años de edad. Los restos de Sabiani descansan en la capilla familiar de su pueblo de Casamaccioli. 
Su hijo François Sabiani, estudiante de Derecho de 20 años, se unió a la LVF. Quería unirse a las "Forces Françaises Libres" (Fuerzas Francesas Libres), y ya estaba a bordo de un buque en Port Vendre, donde su padre lo obligó a desembarcar. En su libro "Et J'ai Cassé Mon Fusil" (Y rompí mi fusil), Jean-Baptiste Emmanuelli escribe que se unió a la LVF, a petición de la madre de François Sabiani, con la misión de tratar de persuadir a su hijo de abandonar la LVF. El ejército escribió en sus memorias: «Tenía una alta noción de su deber. Se distinguió el 29 de mayo de 1942, en una patrulla de reconocimiento por su calma y su falta de temor ante el peligro. Fue herido mortalmente el día 2 de junio de 1942, cumpliendo una misión». Su vida cede a las balas disparadas por "ametralladoras Maxim" por partisanos soviéticos bajo el mando del coronel Gradov, en el frente oriental, no lejos de Smolensk, Rusia, en una misión de la LVF, a principios de junio de 1942. Pereció con plena lucidez. Sus últimas palabras fueron para su familia.

## Libros
- Simon Sabiani, Colère du peuple, Les Œuvres Françaises, 1936 (préface de Jacques Doriot)
- Simon Sabiani, La Vérité sur l'attentat de Marseille, Grandes Conférences des Ambassadeurs, 1934